# Mickey Carroll
Mickey Carroll, eigentlich Michael Finocchiaro, (* 8. Juli 1919 in St. Louis, Kalifornien; † 7. Mai 2009 in Crestwood, Missouri) war ein US-amerikanischer Schauspieler. Er wurde durch seine Munchkin-Darstellung im Der Zauberer von Oz (1939) bekannt.

## Leben
Mickey Carroll wurde als Michael Finocchiaro geboren. Er war ein Sohn italienischer Einwanderer und hatte eine Zwillingsschwester und vier ältere Geschwister; sein Taufpate soll Al Capone gewesen sein. Im Fox Theatre in St. Louis begann er im Alter von sieben Jahren mit seiner Tanzausbildung. Dort machte er die Bekanntschaft Jack Haleys, dem er seine ersten Filmrollen in Hollywood verdankte. Ob Carroll, der seinen Vater als Teenager verlor und zum Familienunterhalt beitragen musste, als „Mickey“ in mehreren Spanky-and-Our-Gang-Folgen auftrat, ist umstritten. Im Alter von 17 Jahren arbeitete er für die Radiosendung Call for Phillip Morris, mit 18 Jahren spielte er an der Seite von Mae West. Seine Ausbildung vervollständigte er während seiner Zeit bei MGM zusammen mit Judy Garland und Mickey Rooney.
In dem Film Der Zauberer von Oz aus dem Jahr 1939 spielte der kleinwüchsige Carroll, der damals nur etwas mehr als drei Fuß hoch war, aber noch bis in sein viertes Lebensjahrzehnt weiterwuchs und schließlich eine Größe von etwa 1,40 m erreichte, einen der Munchkins. Carroll war dort als Ausrufer zu sehen, als Munchkinsoldat und als Geiger, der Dorothy Gale auf der gelben Straße nach Emerald City begleitete. In späteren Jahren arbeitete er wieder im Grabsteingeschäft seiner Familie in St. Louis, das er 1996 verkaufte. Ab dieser Zeit widmete er sich vor allem der Wohltätigkeit. 2007 erhielt er zusammen mit sechs weiteren damals noch lebenden Munchkin-Darstellern einen Stern auf dem Hollywood Walk of Fame.

## Carrolls Vermögen
Nach seinem Tod beschuldigten Carrolls Erben die Familie, die den an Alzheimer Erkrankten zuletzt gepflegt hatte, ihm mindestens 500.000 Dollar entwendet zu haben. Sie habe ihm nicht nur eine Vollmacht, über sein Vermögen zu verfügen, abgenommen, sondern ihn auch dazu gebracht, eine 100.000-Dollar-Hypothek auf das Haus in Bel-Nor, in dem er sieben Jahrzehnte lang gelebt hatte, aufzunehmen. Die Untersuchungen ergaben, dass ab Januar 2007 regelmäßig Geld von Carrolls Bankkonto abgehoben worden war, insgesamt über 200.000 Dollar, dass Carroll später Schecks in fünfstelliger Höhe ausgestellt hatte und dass sowohl der Ertrag seiner ausgezahlten Lebensversicherung als auch ein weiteres Guthaben in Höhe von über 100.000 Dollar verschwunden waren.
Carroll, der im Februar 2009 einen Herzschrittmacher erhalten hatte, war nach Angaben der Pflegerin im Januar 2009 in ihren Haushalt in Crestwood übergesiedelt, ebenso einer seiner Neffen, der eine Cerebralparese hatte und damals 54 Jahre alt war. Carroll sei keineswegs reich gewesen; sie habe ihn und den Neffen aus reiner Freundschaft aufgenommen.